# ライラ・トレティコフ
ライラ・トレティコフ（ロシア語ラテン翻字: Lila Tretikov, ロシア語: Ляля Третьяко́ва, 1978年1月25日 - ) は、ロシア生まれの企業アプリケーションを専門とする科学技術者である。10代のころに米国に移住したトレティコフは、1999年にカルフォルニアで技術者として働き始め、会社を起こし、いくつかのソフトウェア特許を取得し、最終的には SugarCRM, Inc. の最高情報責任者兼技術担当副社長となった。トレティコフは2014年5月に、スー・ガードナーの後任として、ウィキメディア財団の事務長 (executive director) に指名され、同年6月1日に就任した。

## 生い立ちと教育
父は数学者で、母は映画製作者だった。ロモノーソフ・モスクワ国立大学に通い、ソビエト連邦の崩壊後、16歳でニューヨークに移住した。ウェイトレスをしながら英語を学び、カリフォルニア大学バークレー校に合格した。そこで彼女はコンピュータ科学と芸術を専攻した。バークレーにいる間に機械学習の分野の研究も行った。

## キャリア
1999年にトレティコフは、Java サーバー上で動作する Sun-Netscape Alliance の技術者としてサン・マイクロシステムズに就職した。程なくして、技術マーケティング会社のGrokDigitalを設立した。後にトレティコフは SugarCRM, Inc. の最高情報責任者兼技術担当副社長に指名された。彼女はZamurai Corporation上層部のアドバイザーでもある。
2012年に、トレティコフは、スティービーアワードの Female Executive of the Year（その年最高の女性経営者） – ビジネスサービス – 従業員数11人以上2,500人以下 – コンピュータ・ハードウェア及びソフトウェア部門の銅賞受賞者となった。
トレティコフは2014年5月にスー・ガードナーの後任としてウィキメディア財団の事務長に指名された。彼女は2014年6月1日に新たな地位に就任した。

## 特許
トレティコフはインテリジェントデータのマッピングや動的言語アプリケーションにおいていくつかの特許を保有している。
- US 20130110932 "Automated action building for social networking data changes in a customer relationship management (CRM)."
- US 20120197907A1 "System and method for intelligent data mapping, including discovery, identification, correlation and exhibit of crm related communication data."
- WO 20110314447A1 "Multi-instance "shadow" system and method for automated resource redundancy reduction across dynamic language applications utilizing application of dynamically generated templates."
- WO 2011116140A1 "Business software application system and method with productivity bar and expression engine."
- WO 2010068930A1 "Business software application system and method."
- WO 2009134927A2 "Business software application system and method."
- WO 2008124181A1 "Data center edition system and method."